# Когда молчат фанфары
«Когда́ молча́т фанфа́ры» (англ. When Trumpets Fade) — фильм 1998 года, основанный на реальных событиях и посвящённый сражениям американской армии 1944 года в Хюртгенском лесу, который находится на границе Бельгии и Германии. Американцы не сомневались, что после освобождения главных городов союзников от нацистских оккупантов, исход будущих побед будет предрешён в пользу союзных войск, но руководство недооценило силы соперников, за что и расплатились жизнями тысячи солдат.

## Сюжет
Ноябрь 1944 года. Войска союзников ведут ожесточённые бои в Хуртгенском лесу, на границе Германии и Бельгии. Отряд рядового Дэвида Мэннинга был почти полностью уничтожен в бою, и он, таща на себе тяжело раненого товарища, пытается добраться до тыла. Когда до расположения американских войск остаётся около мили, тот говорит, не хочет, чтобы Дэвид тащил его, и просит, чтобы он оставил его в лесу. После недолгой перепалки, Мэннинг все же соглашается оставить его, но тот уточняет: «Не оставляй меня таким». Дэвид, поняв его намек, достает оружие и убивает его…
Добравшись до расположения войск, рядовой ищет штаб полка, и встречает знакомого — капрала Чемберлейна, медика. Чемберлейн соглашается довезти его до штаба на санитарном джипе. По пути они видят последствия тяжелых боев — сотни трупов лежат на обочинах, так никем и не убранные.
В штабе Мэннинга встречает капитан Притчетт, который сообщает ему о том, что весь его взвод уничтожен, и его, как единственного выжившего, повышают до сержанта для того, чтобы он стал взводным для нового отделения, который состоит из необстрелянных новобранцев. Мэннинг протестует, однако капитан непоколебим.
При выходе из штаба его встречает сержант Тэлбот. Он считает, что Дэвид выжил лишь благодаря своей трусости, и заявляет, что теперь он будет следить за тем, как он поведет своих новых товарищей в бой.
Вечером Мэннинг встречается со своим новым взводом. Сержант решает отправиться вместе с ними на линию фронта, чтобы провести разведку. Одного из новобранцев — рядового Сэндерсона по кличке «Сэнди», он оставляет в качестве дозорного — он должен всю ночь провести ночь в окопе, находящемся в непосредственной близости от позиции немцев. На рассвете он едва не попадает в руки немецкого патруля, но все же возвращается к сержанту. Однако лейтенант Лукас, прямой начальник Мэннинга, устраивает строгий выговор за эту рискованную операцию.
Тем временем, командование приказывает взять небольшой городок Шмит. Первая атака не удается — американцы попадают под огонь немецких орудий и отступают. Перед второй атакой, Притчетт подходит к Мэннингу, и говорит, чтобы остатки его взвода вызвались добровольцами в уничтожении орудии во время предстоящей атаки. Сержант отказывается сделать это, и тогда капитан предлагает сделку — если Мэннинг уничтожит орудия, он отправит его в отставку. Тот соглашается. Он и четверо оставшихся в живых рядовых — Сэндерсон, Бакстер, Лонни и Деспин, отправляются с двумя огнеметами к орудиям, в то время как основные силы, под командованием Притчетта совершают вторую попытку взять перекресток. Во время боя у орудий, один из огнеметчиков — Бакстер, начинает паниковать и пытается убежать, в итоге Мэннинг убивает его. Несмотря на это им удается выполнить задание — второй огнеметчик — Сэнди, сжигает орудия. Основным силам удается взять перекресток, несмотря на тяжелые потери.
Однако, через несколько минут к месту боя прибывают новые силы противника при поддержке танков. Американцы вынуждены бежать. Отряд Мэннинга теряет при отступлении ещё двоих бойцов — Лонни убивают немцы, а Деспин попадает в плен.
К капитану Притчетту прибывает майор, который винит его во всех неудачах и снимает его с командования ротой. Однако, официальной причиной он просит считать ранение капитана. На место Притчетта назначается новый офицер.
Вернувшись в расположение войск, сержант вновь попадает под давление Тэлбота. Тот говорит, что знает о их договоре с Притчеттом и рассказывает о том, что его отправили в тыл по ранению. Мэннинг понимает, что он зря потерял своих бойцов. Проходя мимо автомобиля полковника, он становится свидетелем следующей сцены: потерявший рассудок во время жестокого боя, лейтенант Лукас набрасывается на полковника. Его оттаскивают. Вскоре Дэвида вновь вызывают в штаб, где сообщают ему о повышении — теперь он становится лейтенантом.
Через некоторое время Мэннинг вновь встречает Тэлбота и Чемберлейна, которые начинают расспрашивать его о смерти Бакстера. Мэннинг бьет Тэлбота, а тот выхватывает пистолет, однако конфликт удается загладить после того, как Дэвид говорит о ещё одной предстоящей атаке на перекресток.
Понимая, что их ждет ещё одна бессмысленная мясорубка, Мэннинг, Тэлбот и Чемберлейн и последний солдат из взвода лейтенанта — Сэнди, решают под видом патруля добраться до линии фронта и уничтожить танки перед рассветом, когда начнется атака, тем самым спасая остальных. В ходе боя им удается уничтожить все танки, однако при этом погибают Чемберлейн и Тэлбот, а сам Мэннинг получает тяжелое ранение.
Как и в начале фильма, двое бойцов пытаются добраться до своих, только на этот раз ранен Мэннинг, а тащит его Сэндерсон. Дэвид замечает, что Сэнди говорит те же слова, что говорил он, когда тащил своего товарища несколько дней назад и смеется, к недоумению рядового. Через несколько секунд он умирает от потери крови, а Сэндерсон, не зная этого, продолжает тащить мертвое тело…

## В ролях
- Рон Элдард — рядовой / сержант / 2-й лейтенант Дэвид Мэннинг
- Зак Орт — рядовой Уорен «Сэнди» Сэндерсон
- Фрэнк Уэйли — капрал Тоби Чемберлейн
- Дилан Бруно — сержант Патрик Тэлбот
- Девон Гаммерсалл — рядовой Эндрю Лонни
- Дэн Фаттерман — рядовой Дак Деспин
- Стивен Петрарка — рядовой Сэм Бакстер
- Дуайт Йокам — подполковник Джордж Рикман
- Мартин Донован — капитан Рой Притчетт
- Тимоти Олифант — 1-й лейтенант Терренс Лукас
- Джеффри Донован — рядовой Роберт «Бобби» Миллер
- Бобби Каннавале — капитан Томас Зернек
- Франк-Михаэль Кёбе — немецкий обер-фельдфебель

## Награды
В 1999 году режиссёр Джон Ирвин получил свой первый приз за фильм «Когда молчат фанфары», который был номинирован на премию FIPA Серебряная награда в категории «лучший режиссёр».